# Bouwkundewinkel
De bouwkundewinkel is een wetenschapswinkel die vragen op het gebied van de bouwkunde probeert onder te brengen in het wetenschappelijk onderwijs dan wel onderzoek. De enige bouwkundewinkel in Nederland is die van Technische Universiteit Eindhoven. De BouwkundeWinkel Eindhoven wordt gerund door studenten van de universiteit.
Een bouwkundewinkel heeft een tweetal doelstellingen. Het eerste is het vervullen van een maatschappelijk taak. Dit gebeurt door aan individuen en groeperingen bouwkundig advies te geven, die geen regulier architectenbureau of adviesbureau in kunnen schakelen omdat ze niet over voldoende financiële middelen beschikken daarvoor. Het betreft veelal bewonersgroepen, non-profitinstellingen, huurders of minder draagkrachtige particulieren. De tweede doelstelling is het door het aanbieden van praktijkopdrachten aan de studenten van de faculteit Bouwkunde om de studenten zo praktijkervaring op te laten doen.
Beide doelstellingen worden door de BouwkundeWinkel Eindhoven uitgevoerd door onder andere op te treden als een intermediair tussen de studenten en de opdrachtgevers.